# Lubāna (novads)
Lubāna (łot.: Lubānas novads) – jeden z łotewskich novadsów, funkcjonujący w latach 2009–2021.

## Historia
Novads powstało na terenach należących przed 2009 do rejonu Madona.
W skład novadsu wchodziło miasto Lubāna oraz pagasts Indrāni. Jego stolicą zostało miasto Lubāna.
Zlikwidowany w ramach reformy administracyjnej 30 czerwca 2021. Wszedł w całości w skład nowego novadsu Madona.